# Hushan (sockenhuvudort i Kina, Jiangxi Sheng, lat 28,07, long 115,00)
Hushan är en sockenhuvudort i Kina. Den ligger i provinsen Jiangxi, i den sydöstra delen av landet, omkring 110 kilometer sydväst om provinshuvudstaden Nanchang. Antalet invånare är 9 101. Befolkningen består av 4 356 kvinnor och 4 745 män. Barn under 15 år utgör 20,0 %, vuxna 15-64 år 67 %, och äldre över 65 år 12,0 %.
Runt Hushan är det tätbefolkat, med 442 invånare per kvadratkilometer. Närmaste större samhälle är Xiacun, 16,9 km söder om Hushan. Trakten runt Hushan består till största delen av jordbruksmark.
Genomsnittlig årsnederbörd är 2 092 millimeter. Den regnigaste månaden är maj, med i genomsnitt 337 mm nederbörd, och den torraste är oktober, med 32 mm nederbörd.